# La Mort de saint Bernardin de Sienne

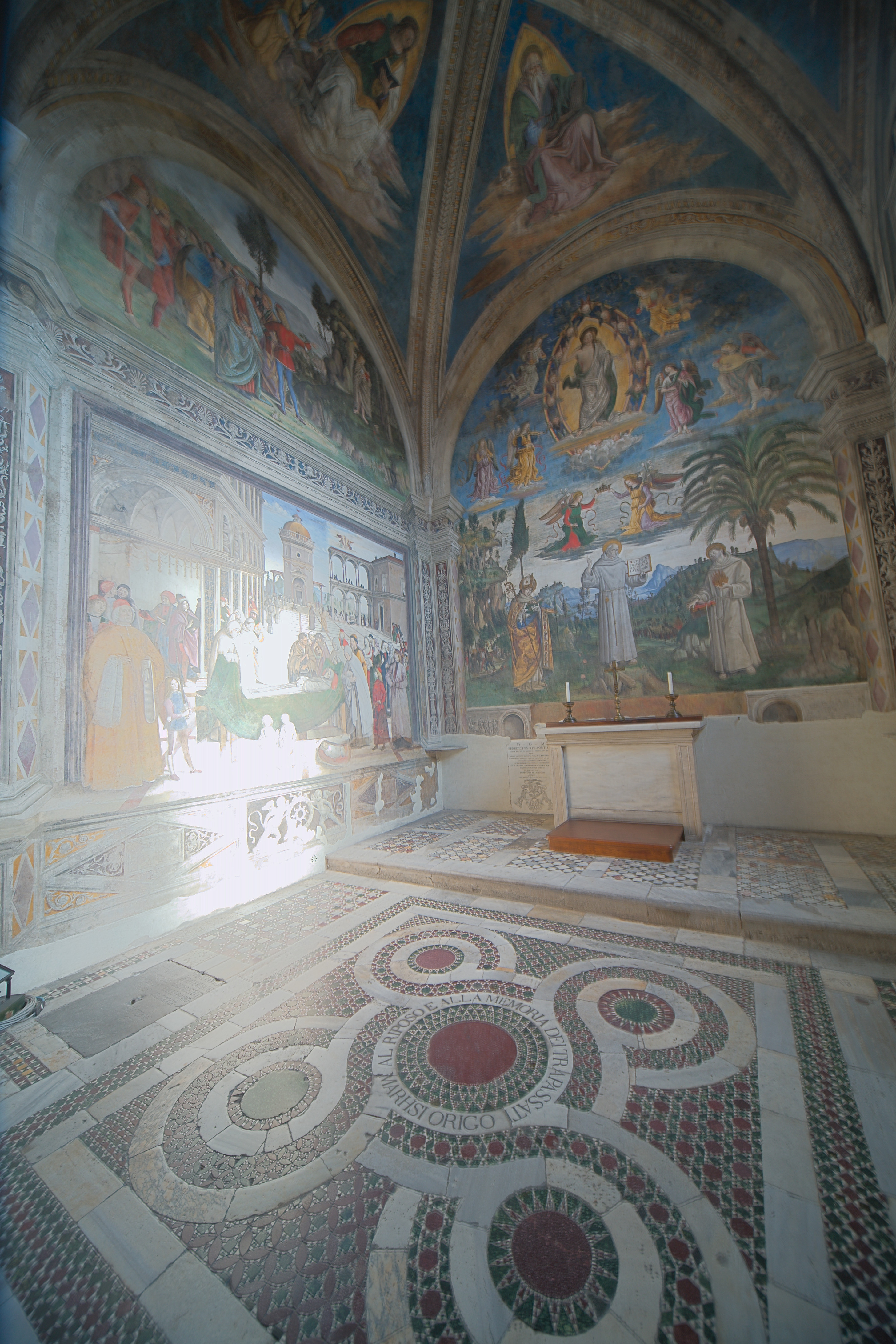
La fresque à gauche de l'autel.

La Mort de saint Bernardin de Sienne est une des peintures d'un cycle de fresques du Pinturicchio consacré à la Vie de saint Bernardin de Sienne situé dans la chapelle Bufalini de la Basilique Santa Maria in Aracoeli de Rome. Ce cycle est le premier réalisé à Rome par Pinturicchio.

## Histoire
Pour Niccolò di Manno Bufalini, avocat du consistoire de Rome, originaire de Città di Castello en Ombrie, Pinturicchio décore sa chapelle familiale de fresques sur la Vie de saint Bernardin de Sienne dont celle-ci représentant sa mort. Elle est située à gauche de l'autel qui lui est consacré où une autre fresque montre le saint en transfiguration entre saint Louis de Toulouse et saint Antoine de Padoue, du même ordre franciscain. Au-dessus, les miracles de saint Bernardin alors jeune ermite. D'autres fresques montrent saint François d'Assise et le plafond est décoré de figures d'évangélistes.
Ce cycle est réalisé dans la plus grande église franciscaine de la cité et consacré à un saint canonisé en 1450. 

## Iconographie
Si le saint est représenté mort, la mémoire de ses actes (miraculeux) est sensible au travers des figures de la scène : deux putti et le bébé emmailloté dans son berceau au premier plan, le moine pauvre et le pèlerin aveugle dans l'axe vertical du tableau au-delà du saint, la possédée maîtrisée en haut à droite. La présence dans les cieux de Jésus dans une mandorle entouré d'anges musiciens confirme la sainteté du mort.

## Description
La chapelle étant celle des Bufalini, les membres de la famille (le commanditaire et son jeune fils Giovan Petro) figurent représentés dans la foule rassemblée autour du catafalque exposant saint Bernardin mort, sur une large place de cité idéalisée (point de fuite central à perspective géométrique forcée (dallage fuyant, arcades, loggia, basilique stylisée « à la Perugino »). Le défilé des moines et le reste de la population éparse qui se concentre en petits groupes à tout niveau de l'espace représenté complète la présence humaine. Un Christ en gloire apparaît flottant dans les nuées au-dessus de la double galerie superposée.

## Analyse
Ce cycle signe le prestige et le poids des Ombriens dans le milieu romain de la fin du XVe siècle. Son modèle se situe chez le Pérugin : même disposition générale des figures et de l'architecture dans l'image, moins de sérieux et de cohérence au profit d'une variété amusante et de la démonstration d'un savoir-faire facile. Le temple du fond peut être symbolique, mais la scène s'est passée à l'Aquila, 40 ans seulement avant la fresque. La transposition immédiate et l'emploi automatique d'un nouveau répertoire figuratif en arrivent à « irréaliser » et à rendre simplement « passe-partout » des structures mises au point pour conférer la dignité historique et mythique aux évènements représentés.